# アポロA-003
アポロA-003はアメリカ合衆国のアポロ計画において、4回目に行われた緊急脱出用ロケット（launch escape system, LES）の発射試験である。

## 目的
LESの試験が行われるのは、A-003で4度目になる。今回の目的は、カナード（canard, 前翼。解説図を参照）を使用できる上限の高度での性能を確認することであった。使用されるリトル・ジョーII ロケットはアルゴル（Algol）モーターが6基まで増設され、アポロ司令・機械船の模型とLESを搭載して打ち上げられた。今回はまた、LESの排気ガスから司令船を保護する前部熱保護カバー（Forward  Boost Protective Cover, 解説図参照）が新たに取りつけられていた。

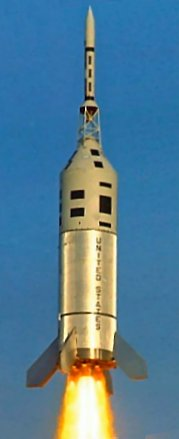
飛行中のリトル・ジョーII ロケット

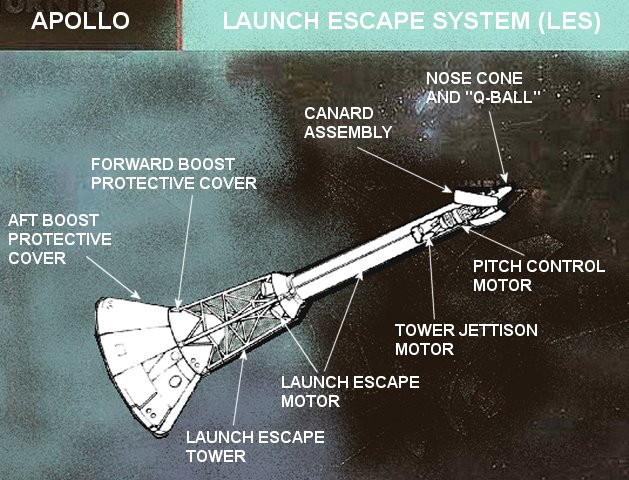
緊急脱出用ロケット概念図（NASA）

## 飛行
ロケットは1965年5月19日13:01:04（UTC）に発射されたが、離陸からわずか2.5秒後に予定外の回転運動を始めた。このため予定していたものよりもずっと低い高度で緊急脱出用ロケット（LES）に点火された。LESのカナードが展開し、姿勢制御装置が機能して毎秒約260度のロール運動を停止させ、機体を安定させた。
予定されていた高々度でのLES分離実験には失敗したが、今回のために新規に開発されたカナードは、きわめて有効に機能することがはからずも証明されたわけである。